# D-80 Discovery
D-80 Discovery — український багатоцільовий БпЛА, розроблений та виготовлений компанією AeroDrone.